# Брезнічоара
Брезнічоара (рум. Breznicioara) — село у повіті Мехедінць в Румунії. Входить до складу комуни Стингечауа.
Село розташоване на відстані 225 км на захід від Бухареста, 48 км на схід від Дробета-Турну-Северина, 52 км на північний захід від Крайови.

## Населення
За даними перепису населення 2002 року у селі проживали 113 осіб, усі — румуни. Усі жителі села рідною мовою назвали румунську.